# Väinö Grönholm

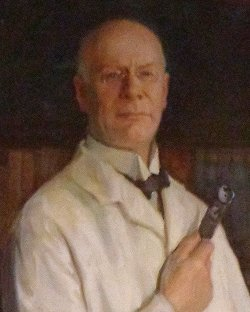
Väinö Grönholm.

Väinö Grönholm, född 10 juli 1868 i Kiikala, död 10 februari 1936 i Helsingfors, var en finländsk oftalmolog.
Grönholm blev student 1887 och medicine doktor 1900 på avhandlingen Über die Einwirkung des Eserins auf den Flussigkeitswechsel und die Cirkulation im Auge. Han förordnades till docent i oftalmologi 1902 samt var 1912–21 e.o. och 1921–35 ordinarie professor i samma ämne vid Helsingfors universitet. 
Bland Grönholms skrifter märks Über den Einfluss der Pupillenweite u.s.w. auf die Tension glaukomatöser und normaler Augen (1910), Über den zeitlichen Verlauf der Accommodation u.s.w. unter normalen und einigen pathologischen Verhältnissen (1910), Undersökningar rörande den monokromatiska aberrationen i ögat (1911) och många avhandlingar om glaukom och trakom. Han blev medicine hedersdoktor vid Uppsala universitet 1932.